# Dimitris Salpigidis
Dimitrios "Dimitris" Salpigidis (Thessaloniki, 18. kolovoza 1981.) bivši je grčki nogometaš.